# Clearfield (Utah)
Clearfield is een plaats (city) in de Amerikaanse staat Utah, en valt bestuurlijk gezien onder Davis County.

## Demografie
Bij de volkstelling in 2000 werd het aantal inwoners vastgesteld op 25.974. In 2006 is het aantal inwoners door het United States Census Bureau geschat op 27.241, een stijging van 1267 (4,9%).

## Geografie
Volgens het United States Census Bureau beslaat de plaats een oppervlakte van 20,1 km², geheel bestaande uit land. Clearfield ligt op ongeveer 1387 m boven zeeniveau.

## Plaatsen in de nabije omgeving
De onderstaande figuur toont nabijgelegen plaatsen in een straal van 8 km rond Clearfield.